# Noud van Melis
Noud van Melis (Eindhoven, 10 febbraio 1924 – Geldrop, 8 agosto 2001) è stato un calciatore olandese, di ruolo attaccante.

## Carriera
Prese parte con la Nazionale olandese alle Olimpiadi del 1952.